# Alakhai Bekhi
Alakhai Bekhi (Alagai Bäki; 1191 circa – dopo il 1230) fu una figlia di Gengis Khan e della sua prima moglie Börte. Giocò un ruolo importante durante la vita di suo padre..
Il suo nome Alakhai significherebbe forse "marmotta siberiana" o "palmo della mano", mentre Beki vuol dire "principe", o nel suo caso "principessa".

## Vita
Alakhai nacque nel 1191 circa da parte di Genghis Khan (allora Temujin) e Börte. Era forse la terzogenita, secondo il persiano Rashid al-Din Hamadani, nata dopo Ögödei Khan (1186) e prima di Tolui (1193).
Durante il kurultai del 1206 che segnò la nomina di Temujin come Genghis Khan, grande Khan di tutti i Mongoli, tra i suoi alleati figuravano gli Onguti, una tribù sedentaria che viveva nel deserto del Gobi, nel nord della Cina; costoro ricevettero, come tutti gli altri, grandi doni e terre, dato che, nel 1204, il loro capo Alaqush-Digitkuri aveva avvertito Temujin dell'attacco dei Naiman, contro cui questi fece dunque campagna per anticiparlo. Come riconoscenza per la loro lealtà, l'allora sedicenne Alakhai fu data in sposa a un parente di Alaqush, forse suo figlio Bai Sibu, alias Buyan-Shuiban, anche se sarebbe prima andata in sposa ad Alaqush stesso. L'arrivo di Alakhai diede così a Genghis una base nella zona, dove si trovavano vari regni sedentari molto popolati; Alakhai stessa rifornì i Mongoli con cavalli e provviste ogni volta che venivano a sud.
Nel 1211, una fazione onguta, forse istigata dalle altre mogli dello sposo di Alakhai ripudiate a seguito dell'accordo stipulato da Genghis, si rivoltò contro Alaqush, il quale fu ucciso insieme a Bai Sibu e altri sostenitori; Alakhai riuscì a fuggire insieme a vari suoi seguaci, tra cui due dei suoi figliastri, Zhenguo (o Jingue) e Boyaoha, che tra l'altro erano, di conseguenza, figliastri anche di Genghis. Furibondo, il Gran Khan mandò una parte del suo esercito, alla quale si unì anche Alakhai, e la rivolta fu soppressa. Tuttavia, anche se il padre aveva in mente lo sterminio dei maschi onguti in segno di rappresaglia, Alakhai lo persuase a punire solo gli assassini del marito e del di lui parente Alaqush; gli Onguti, che rimasero così leali a lei e al padre Genghis, furono così gli unici ribelli di a sopravvivere alla furia del Grande Khan. Alakhai ne divenne la governatrice, e sposò dunque il figliastro Zhenguo, dal quale ebbe un figlio, Negudei, e gli Onguti rimasero leali a lei e al padre Genghis.
In seguito, quando Genghis conquistò la parte settentrionale del regno dei Jin, costringendo involontariamente tra l'altro il suo imperatore a cambiare capitale più a sud, egli diede ad Alakhai, dopo la sua ritirata vittoriosa in Mongolia nel 1215, il dovere di amministrare buona parte delle conquiste in quella regione (tali terre sarebbero poi passate al nipote Mongke, cedute poi al fratello Kublai); grazie a tale carica, la giovane, che non smise mai di mandare truppe e provviste al padre nelle di lui future campagne, ricevette da lui il titolo di "Principessa che governa lo Stato". Nel 1225, morì il marito Zhenguo, e Alakhai ne sposò il fratello Boyaohe, allora diciassettenne. Suo figlio Negudei, che era sposato con una delle figlie di Tolui, morì in battaglia negli anni '30 del 1200 durante una campagna contro i Song. Alakhai lavorò per promuovere gli interessi degli altri figli di Boyaohe facendoli sposare con donne del clan Borjigin. Promosse anche la letteratura e la scrittura, e patrocinò testi religiosi e medici; stando a una spedizione cinese, si dice che leggesse ogni giorno. Morì dopo il 1230, e nel 1305, con un decreto dell'imperatore Temür Khan della dinastia Yuan, ad Alakhai fu assegnato il titolo postumo di Qi-go da-zhan gong-ju.